# Белокаменное шоссе
Белока́менное шоссе́ — шоссе в Восточном административном округе города Москвы на территории района Богородское.

## Происхождение названия
Получило название в 1928 году по станции Белокаменная.

## Описание
Пролегает в национальном парке «Лосиный Остров», между улицей Богатырский Мост и Яузской аллеей. Домов за шоссе не числится. Белокаменное шоссе пересекает Лосиноостровская улица.

## Примечательные места, здания и сооружения

### Водоёмы
Казённый ручей в овражке между Белокаменным шоссе и 1-м Белокаменным проездом.

## Транспорт

### Наземный транспорт
По Белокаменному шоссе проходит автобус № 75, курсирующий от станции метро  Сокольники до станции метро  Бульвар Рокоссовского. В начале шоссе, у примыкания к Краснобогатырской улице, также находится остановка «Богатырский мост» автобуса № 311, трамваев № 4 и 11, в конце — остановка «Яузская аллея» автобуса № 822.

### Железнодорожный транспорт
- Ближайшие ЖД станции к Белокаменному шоссе:
  -  Белокаменная (МЦК)
  - платформа «Яуза»[3].

### Ближайшие станции метро
- Бульвар Рокоссовского
- Преображенская площадь
- Сокольники
- Сокольники
- ВДНХ